# Варк (Арденны)
Варк (фр. Warcq) — коммуна во Франции, находится в регионе Шампань — Арденны. Департамент коммуны — Арденны. Входит в состав кантона Западно-центральный Мезьер. Округ коммуны — Шарлевиль-Мезьер.
Код INSEE коммуны — 08497.
Коммуна расположена приблизительно в 200 км к северо-востоку от Парижа, в 95 км севернее Шалон-ан-Шампани, в 3 км к западу от Шарлевиль-Мезьера.

## Население
Население коммуны на 2008 год составляло 1316 человек.
| 1962 | 1968 | 1975 | 1982 | 1990 | 1999 | 2008 |
| ---- | ---- | ---- | ---- | ---- | ---- | ---- |
| 1432 | 1490 | 1418 | 1376 | 1528 | 1449 | 1316 |

## Экономика
В 2007 году среди 869 человек в трудоспособном возрасте (15—64 лет) 611 были экономически активными, 258 — неактивными (показатель активности — 70,3 %, в 1999 году было 67,6 %). Из 611 активных работали 544 человека (312 мужчин и 232 женщины), безработных было 67 (36 мужчин и 31 женщина). Среди 258 неактивных 75 человек были учениками или студентами, 92 — пенсионерами, 91 были неактивными по другим причинам.

## Достопримечательности
- Церковь Святого Иоанна Крестителя[фр.] (XIV век). Исторический памятник с 1927 года.[3]

## Фотогалерея

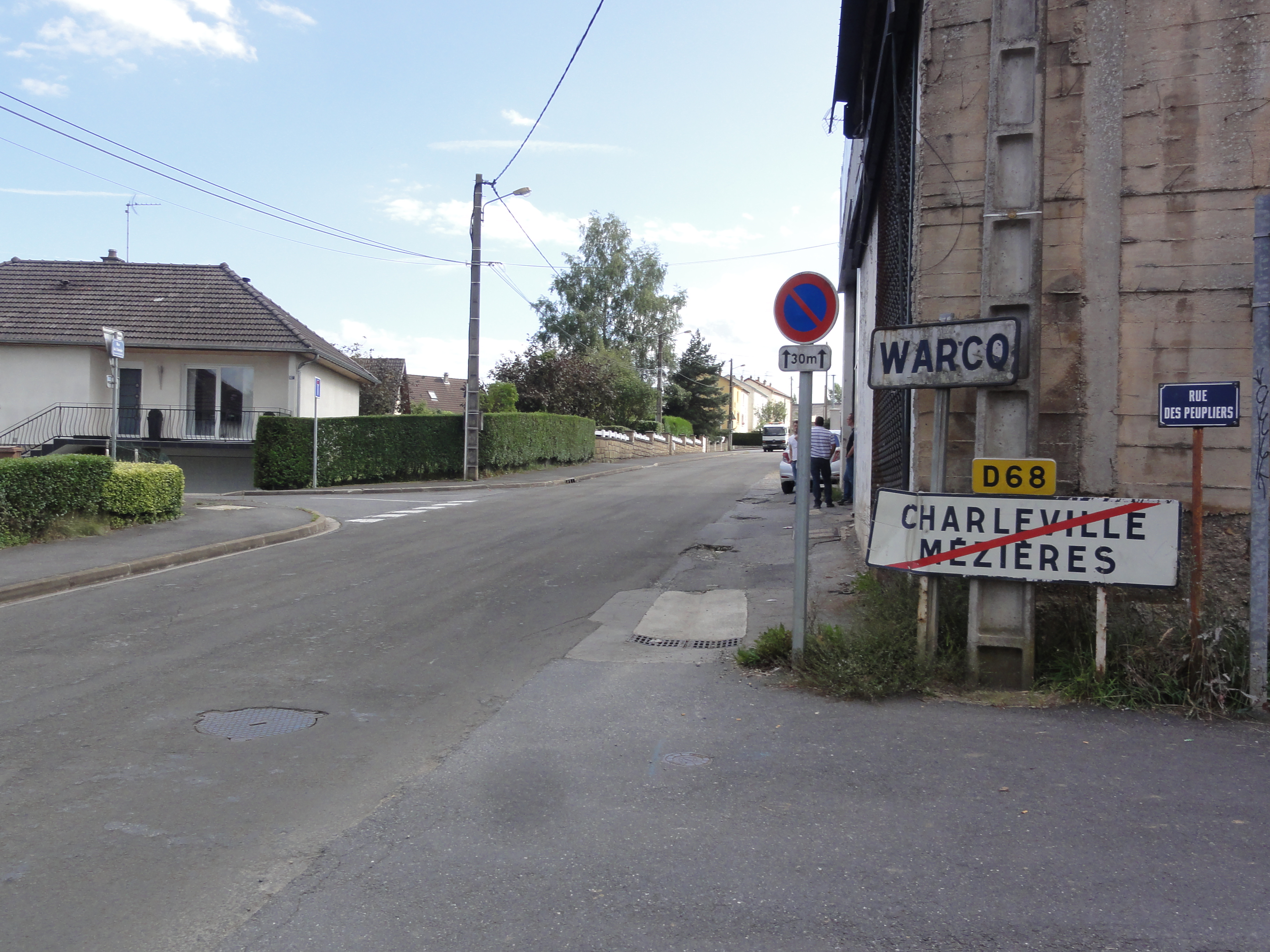
Варк
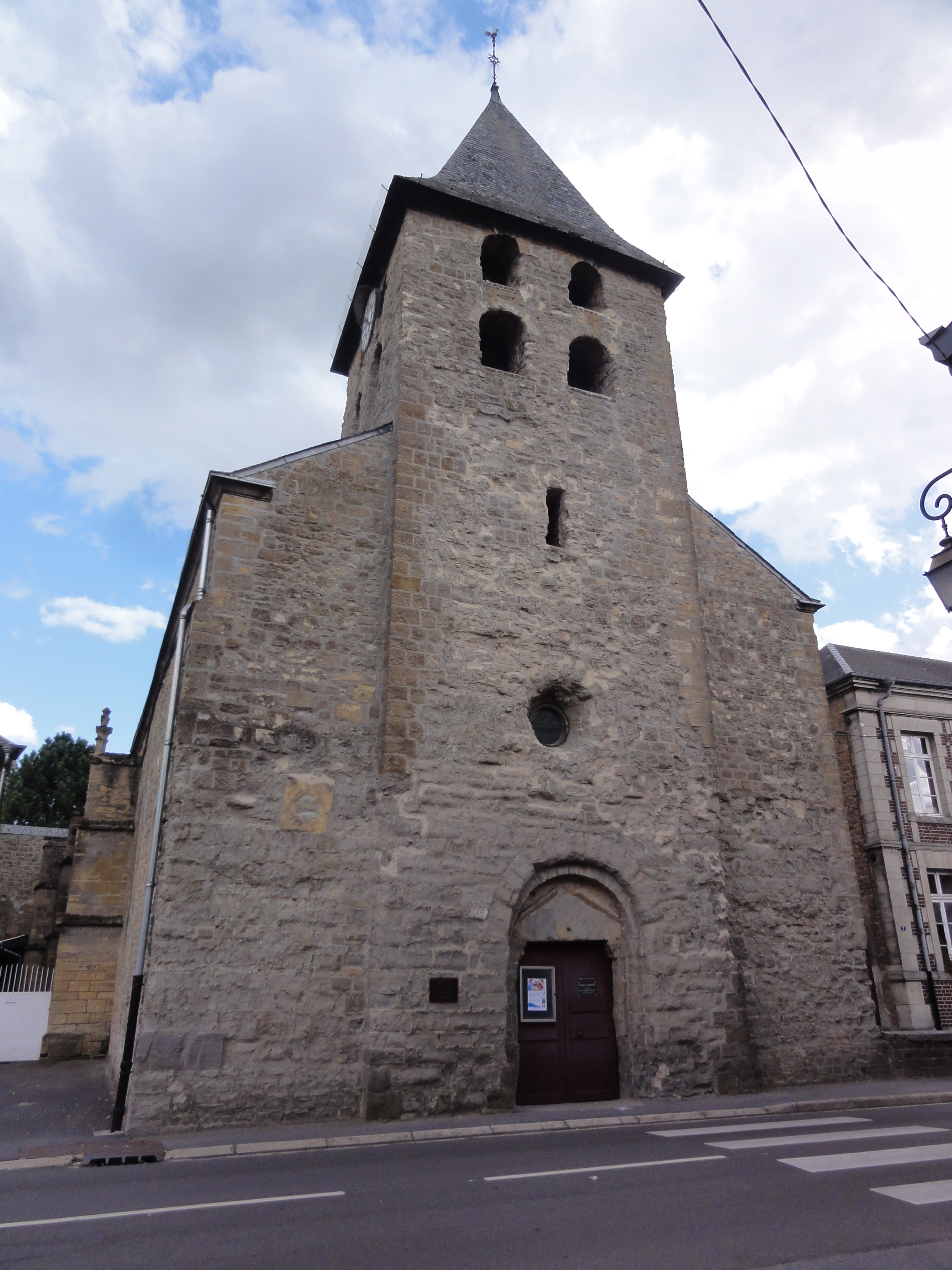
Церковь Святого Иоанна Крестителя
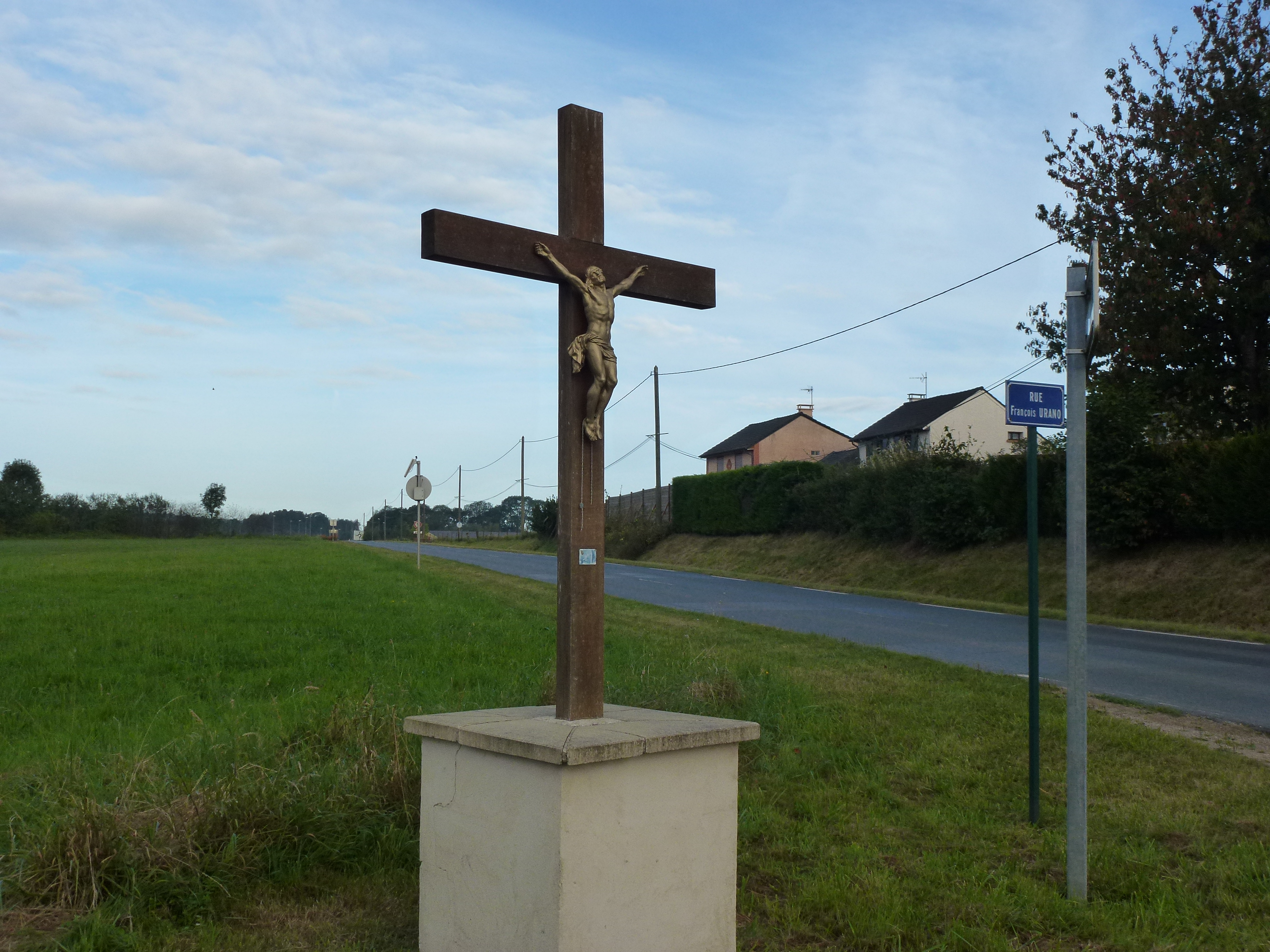
Придорожный крест
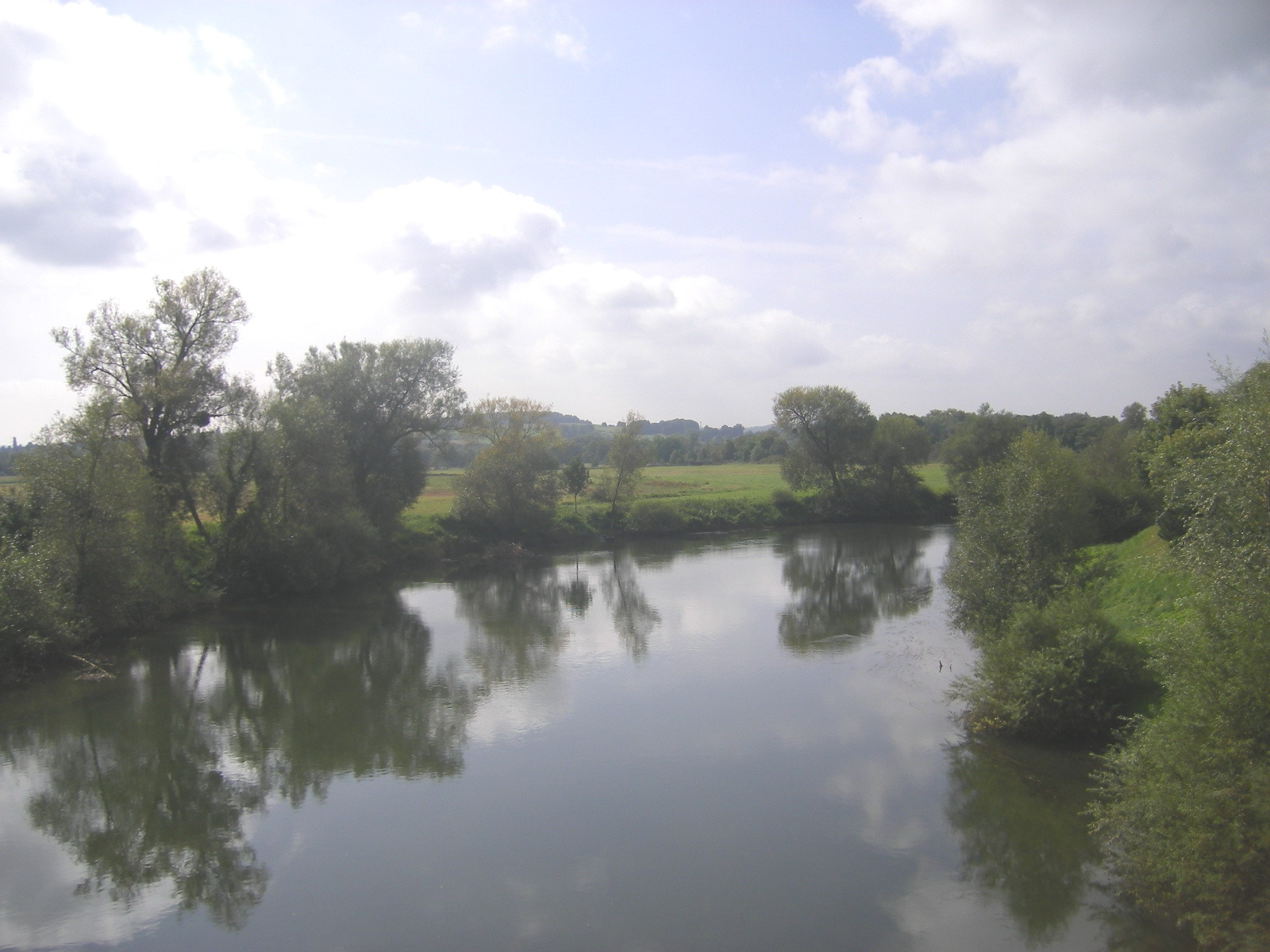
Река Мёз